# اس‌کااف

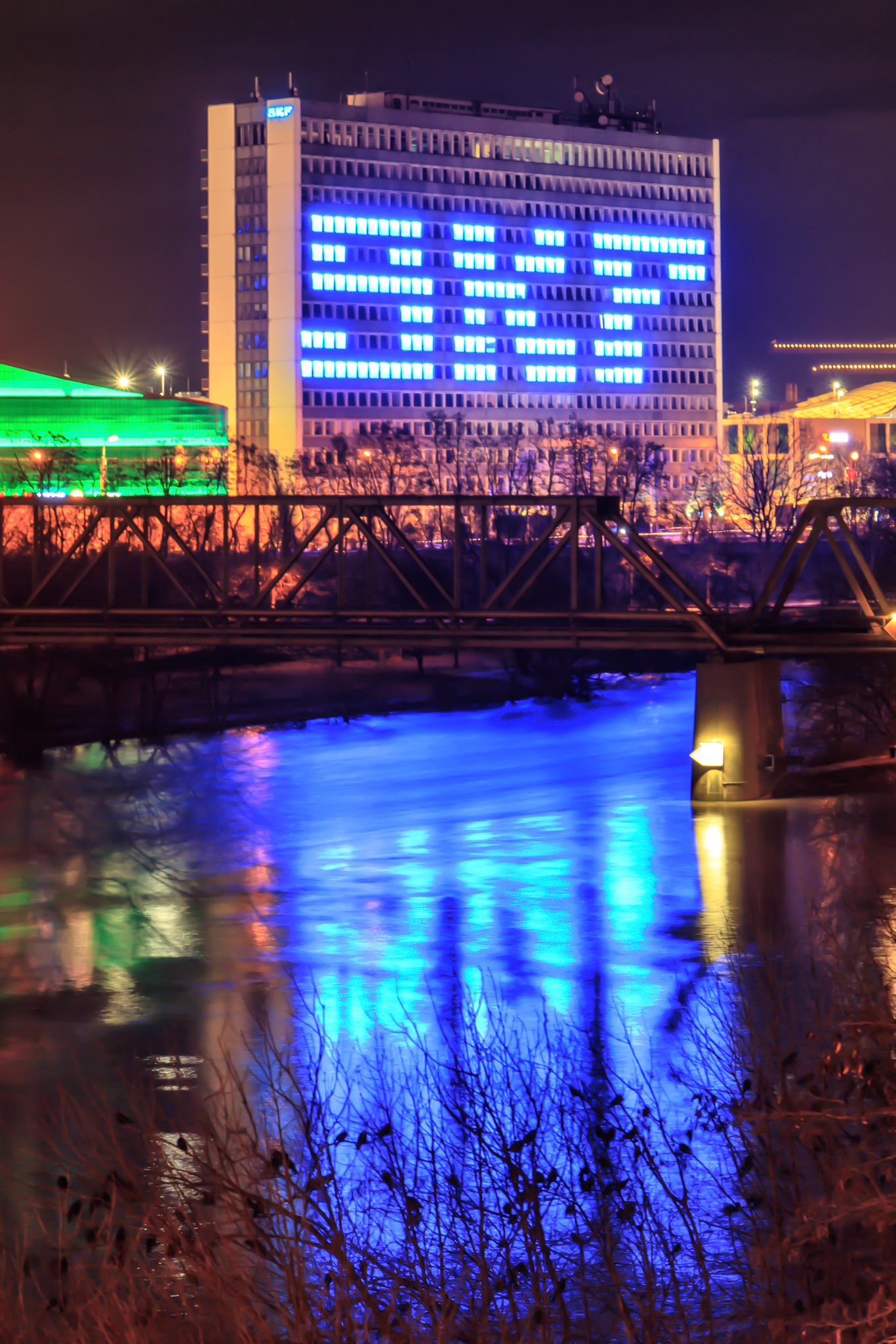
ساختمان اداری اس کا اف در آلمان

آبه اس‌کااف (به سوئدی: AB SKF) یا شرکت بلبرینگ سوئد (به سوئدی: Svenska Kullager Fabriken) شرکت تجهیزات مکانیکی سوئدی و چندملیتی است، که در سال ۱۹۰۷ در شهر یوتبری تأسیس شد.
این شرکت در زمینه تولید انواع یاتاقان‌ها، سامانه‌های روانکاری، محصولات تعمیر و نگهداری، ابزارهای مکاترونیک، تجهیزات شبکه‌های انتقال برق و خدمات مرتبط آن‌ها فعالیت می‌کند.
شرکت اس‌کااف مالک بیش از ۱۰۰ کارخانه تولیدی در ۷۰ کشور جهان است، که بالغ بر ۴۰ هزار نفر در این کارخانجات اشتغال دارند.